# Langtang Lirung
De Langtang Lirung (Nepali: लाङटाङ लिरुङ, lāngṭāng lirūng) is een 7234 meter hoge berg in de centrale Himalaya, in Nepal nabij de grens met Tibet (Volksrepubliek China). Het is de hoogste top in het massief van de Langtang Himal, dat in het noordoosten echter verbonden is met de hogere, in Tibet gelegen Shishapangma. Aan de oostzijde van Langtang Lirung stroomt de Lirunggletsjer.

## Klimgeschiedenis
In 1949 waren Bill Tilman en Tenzing Norgay onder de eerste klimmers die de berg verkenden. In de jaren 1960 volgden verschillende onsuccesvolle pogingen de berg te beklimmen via de oostgraat. De eerste succesvolle beklimming vond plaats in 1978, door een Japanse expeditie. De Japanse klimmer Seishi Wada en de Sherpa Pemba Tsering bereikten op 24 oktober dat jaar als eersten de top.

## Aardbeving
OP 25 april 2015 werd Nepal getroffen door een aardbeving met een kracht van 7,8 tot 8,1 op de schaal van Richter. Hierdoor stortte een gedeelte van de Langtang Lirung en de daarop aanwezige gletsjer naar beneden, waardoor het dorp Lantang verwoest werd. Hierbij kwamen naar schatting 310 personen om het leven, 176 bewoners, 80 buitenlanders en 10 militairen. Meer dan honderd lichamen bleven onvindbaar. In 2016 is er een herdenkingsmuur opgericht met plaquettes waarop alle namen voorkomen van de slachtoffers, die bekend zijn.